# Santa Eulalia del Campo
Santa Eulalia o Santa Eulalia del Campo és un municipi d'Aragó a la província de Terol i a la comarca de la Comunitat de Terol.